# Live at the Brixton Academy
Live at the Brixton Academy is een livealbum van Brian May, met The Brian May Band. Het was hun eerste optreden in Londen, op 15 juni 1993. Het album werd in 1994 uitgegeven, en is de enige uitgave van de band.
Het album bevat een bijna volledige registratie van het concert, het nummer God (The Dream Is Over) van John Lennon is eruit geknipt vanwege schending van de auteursrechten.
Verder zijn de nummers "Back To The Light", "Tie Your Mother Down", "Love Token", "Headlong", "Let Your Heart Rule Your Head", "Resurrection" (en dan voornamelijk Cozy Powells drumsolo), "We Will Rock You" en "Hammer to Fall" ingekort op de cd (wel volledig op de 90 minuten durende videoregistratie) en moest Spike Edney (keyboard) een tweede solo spelen, omdat May technische problemen had voor Last Horizon. Deze solo's zijn niet te vinden op de cd, wel op de videoregistratie.
Na het lied "Love Token" is er een gesproken stuk, dit is eruit geknipt omdat er te veel in gevloekt zou worden.

## Tracklist
Alle liedjes zijn geschreven door Brian May, tenzij anders aangegeven
1. "The Dark"/"Back To The Light"
2. "Driven by You"
3. "Tie Your Mother Down"
4. "Love Token"
5. "Headlong"
6. "Love of My Life" (Freddie Mercury)
7. "'39"/"Let Your Heart Rule Your Head"
8. "Too Much Love Will Kill You" (Brian May/Frank Musker/Elizabeth Lamers)
9. "Since You've Been Gone" (Russ Ballard)
10. "Now I'm Here"
11. "Guitar Extravagance"
12. "Resurrection" (Brian May/Cozy Powell/Jimmy Page)
13. "Last Horizon"
14. "We Will Rock You"
15. "Hammer to Fall"

## Muzikanten
- Brian May - Zang/Gitaar
- Cozy Powell - Drums
- Neil Murray - Basgitaar
- Spike Edney - Keyboards/Zang
- Jamie Moses - Gitaar/Zang
- Cathy Porter - Zang
- Shelley Preston - Zang

## Hitlijsten
| Land                | Charts          | Charts       | Charts           |
|                     | Hoogste positie | Aantal weken | Datum            |
| ------------------- | --------------- | ------------ | ---------------- |
| Verenigd Koninkrijk | 20              | 3            | 19 februari 1994 |